# Stabio
Stabio es una comuna suiza del cantón del Tesino, situada en el distrito de Mendrisio, círculo de Stabio. Limita al norte con la comuna de Clivio (IT-VA), al noreste con Ligornetto, al sureste con Mendrisio, al sur con Bizzarone (IT-CO) y Rodero (IT-CO), y al oeste con Cantello (IT-VA).

## Industria

### Baterías Zebra
En Stabio se encuentra una fábrica (denominada FZ Sonick) para producir baterías Zebra en serie.

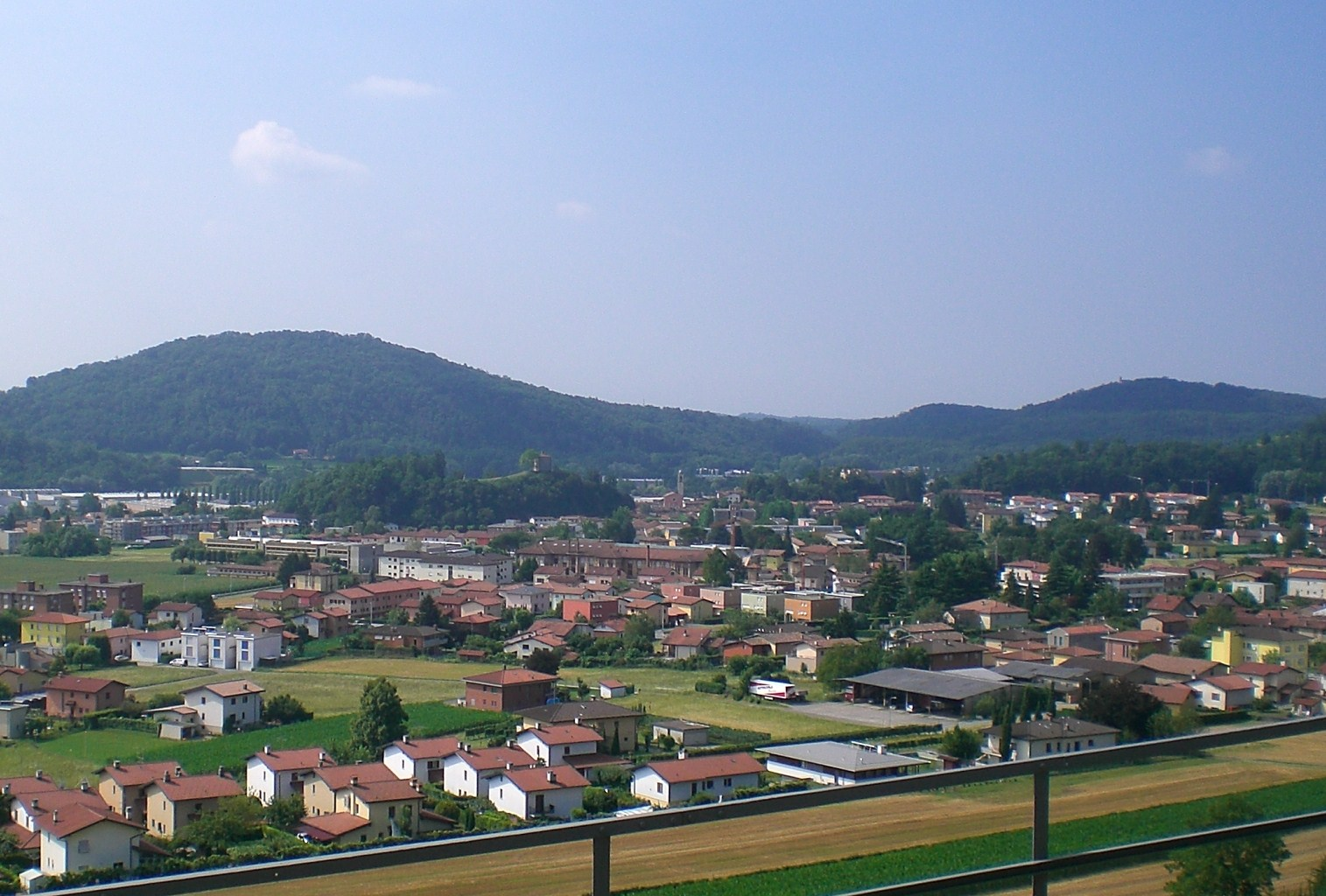
Vista de Stabio.